# Antonio Sant’Elia

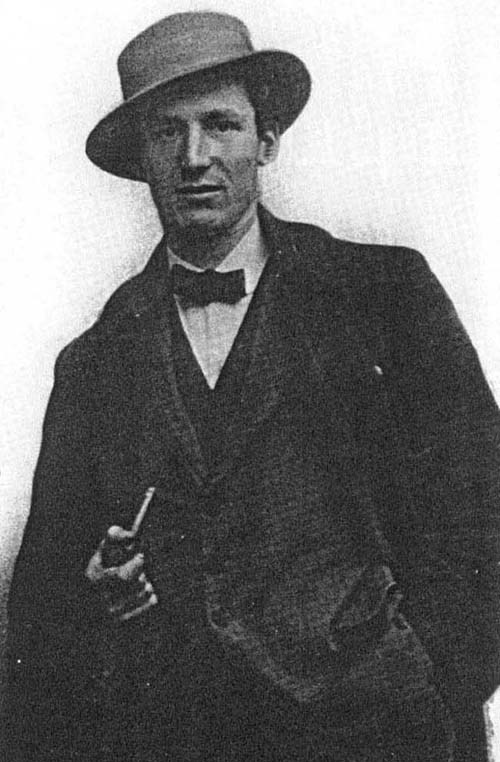
Antonio Sant’Elia, um 1908

Antonio Sant’Elia (* 30. April 1888 in Como; † 10. Oktober 1916 in Monfalcone) war ein italienischer Architekt des Futurismus.

## Biographie
Sant’Elia besuchte die Baugewerbeschule in Como und studierte später an der Accademia di Brera in Mailand und Accademia di Belle Arti in Bologna. 1912 öffnete er sein eigenes Architekturbüro in Mailand und nahm Kontakt mit Futuristen auf.
Sant’Elia trat 1915 der italienischen Armee bei, als Italien in den Ersten Weltkrieg eintrat. 1916 wurde er, im Alter von 28 Jahren, in der Nähe von Monfalcone während der Achten Isonzoschlacht getötet.

## Werk
Sant’Elia war sowohl von den italienischen Liberty-Architekten Raimondo D’Aronco und Giuseppe Sommaruga beeinflusst, als auch von den Österreichern Otto Wagner und Adolf Loos. Inspiriert von der US-amerikanischen Hochhausarchitektur (welche ihm nur von Zeitschriften bekannt war), zeichnete er 1912–1914 eine Zeichnungsserie La Città Nuova (die Neue Stadt). In diesen Zeichnungen beantwortete er Fragen zur modernen Bebauung und Verkehr am Beispiel von Mailand. In den Abbildungen wurden terrassenartige Hochhäuser, Hochbahnen sowie ein großer Flughafen auf dem Dach des Zentralbahnhofs dargestellt. Die Zeichnungen wurden im Jahre 1914 in einer Ausstellung der Architektengruppe Nuove Tendenze ausgestellt. Dank zahlreicher Publikationen beeinflussten sie viele Architekten der Moderne in den 1920er Jahren, u. a. Le Corbusier. Am 11. Juli 1914 erschien das Manifest L’architettura futurista (Futuristische Architektur), das von Sant’Elia mit unterschrieben wurde. Die einzigen ausgeführten Werke Sant’Elias tragen jedoch eher klassizisierende Merkmale.